# Tứ Thủy
Tứ Thủy  (tiếng Trung: 泗水县, Hán Việt: Tứ Thủy huyện) là một huyện thuộc địa cấp thị Tế Ninh (济宁市), tỉnh Sơn Đông, Trung Quốc. Huyện này có diện tích 1070 km2, dân số năm 2001 là 590.000 người. Huyện Tứ Thủy quản lý các đơn vị hành chính gồm 8 trấn, 7 hương.